# Opua atherinoides
Opua atherinoides är en fiskart som först beskrevs av Peters, 1855.  Opua atherinoides ingår i släktet Opua och familjen smörbultsfiskar. Inga underarter finns listade i Catalogue of Life.